# Jésus-Christ s'habille en pauvre
Jésus-Christ s'habille en pauvre est une chanson populaire française du XVIIe siècle, originaire de Picardie, écrite par un auteur anonyme.

## Histoire
Très populaire en Picardie, elle a été publiée pour la première fois par Jean-Baptiste Champfleury dans son recueil Chansons populaires des provinces de France de 1860 sous le titre « La ballade de Jésus-Christ ». Sa mélodie, connue dans le monde anglo-saxon sous le nom de Picardy, a été reprise et arrangée par Ralph Vaughan Williams en 1906 pour l'hymne Let All Mortal Flesh Keep Silence.